# Lionello Plantageneto, I duca di Clarence
Lionello Plantageneto, I duca di Clarence (Anversa, 29 novembre 1338 – Alba, 17 ottobre 1368), è stato un principe inglese, figlio di Edoardo III d'Inghilterra e di Filippa di Hainaut.

## Biografia
Promesso sin da bambino ad Elisabetta de Burgh, quarta contessa dell'Ulster (morta nel 1363), figlia ed erede di William Donn de Burgh, terzo conte dell'Ulster (morto nel 1332), si unì in matrimonio con lei nel 1352, ma prima del matrimonio avrebbe dovuto entrare in possesso dei grandi possedimenti nell'Ulster, di cui divenne conte nel 1347.
Nominato governatore d'Irlanda, giunse a Dublino nel 1361 e nel novembre dell'anno successivo venne nominato Duca di Clarence, mentre suo padre tentava un fallito negoziato per assicurargli il trono di Scozia. I suoi sforzi per assicurarsi un'autorità effettiva sulla regione ebbero successo solo parzialmente e, dopo aver istituito il parlamento a Kilkenny, che siglò il celebre Statuto di Kilkenny nel 1367, rinunciò alla carica e tornò in Inghilterra.
La sposa di Lionello morì a Dublino nel 1363, lasciando una figlia, Filippa Plantageneta, i cui discendenti avrebbero poi reclamato il trono per il Casato di York. Un secondo matrimonio venne concordato da Lionello con Violante Visconti, figlia di Galeazzo Visconti, signore di Pavia (morto nel 1378); l'enorme dote che Galeazzo promise per sua figlia divenne argomento di scandalo in tutta l'Europa del tempo. Durante il viaggio per raggiungere la sua promessa, Lionello venne ricevuto con grandi onori sia in Francia che in Italia; si unì in matrimonio con Violante a Milano nel giugno del 1368. Le nozze vennero celebrate con diversi mesi di festeggiamenti durante i quali Lionello si ammalò e morì ad Alba. Si sollevarono pesanti sospetti su un presunto avvelenamento da parte di suo suocero, che però non trovarono mai alcun riscontro.
La sua unica figlia, Filippa Plantageneta, sposò nel 1368 Edmondo Mortimer (1351-1381), terzo conte di March. Essi furono nonni di Anna Mortimer, nata nel 1390 e morta nel 1406, madre di Riccardo Plantageneto, III duca di York, padre di Edoardo IV d'Inghilterra e di Riccardo III d'Inghilterra.
Il poeta Geoffrey Chaucer servì come paggio alla corte di Lionello.